# Scientific Computing Center

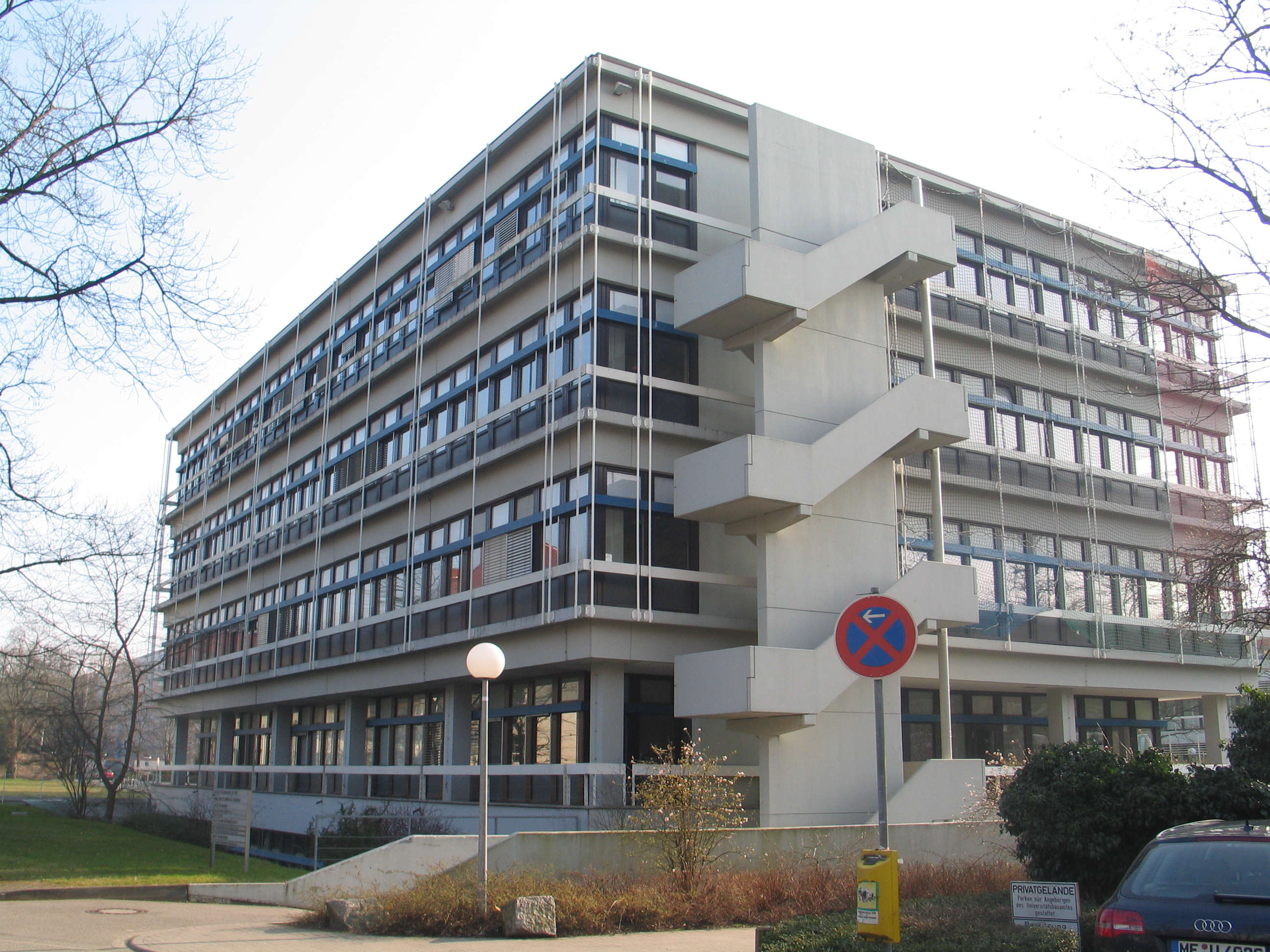
Rechenzentrum auf dem Campus Süd

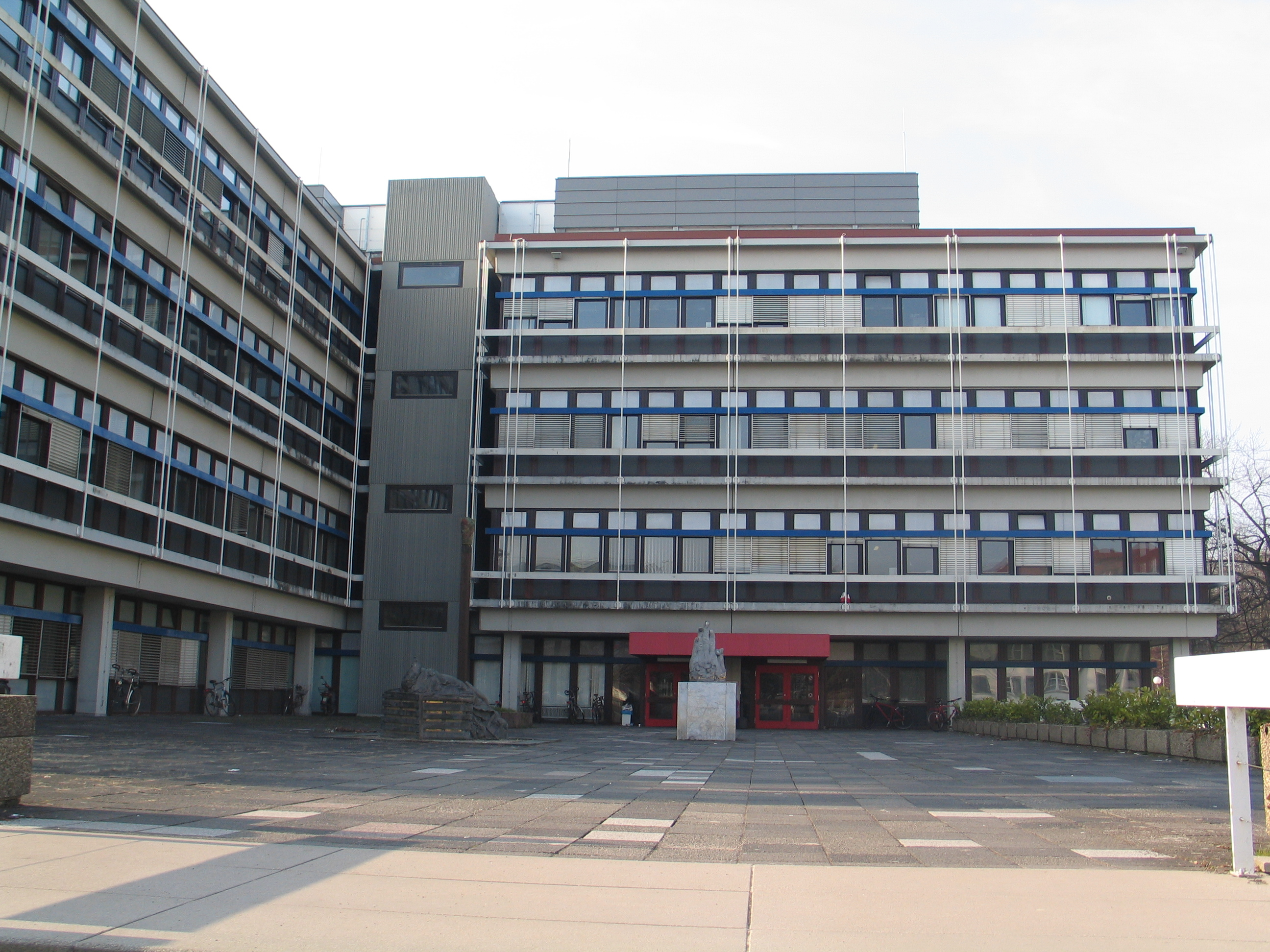
Rechenzentrum auf dem Campus Süd

Das Scientific Computing Center (kurz SCC, ehemals Steinbuch Centre for Computing) ist ein Institut und das zentrale Rechenzentrum des Karlsruher Instituts für Technologie (KIT).

## Namensgebung
Das SCC wurde ursprünglich nach Karl Steinbuch, einem Pionier auf dem Gebiet lernfähiger Maschinen, benannt. Er war von 1958 bis zur Emeritierung 1980 Lehrstuhlinhaber und Direktor des Instituts für Nachrichtenverarbeitung und -übertragung an der damaligen Universität Karlsruhe.
Aufgrund von Karl Steinbuchs Rolle in der Zeit des Nationalsozialismus und seinen völkisch-nationalistischen und frauenfeindlichen Äußerungen setzten sich Amnesty International und die Verfasste Studierendenschaft des KIT letztlich erfolgreich dafür ein, das SCC umzubenennen.
Am 10. November 2023 gab das Präsidium des Karlsruher Instituts für Technologie die Umbenennung zum "Scientific Computing Center" ab dem 1. Januar 2024 bekannt. Begründet wurde dies durch "neue Erkenntnisse zu Steinbuchs Biografie […], die zeigen, dass sich Karl Steinbuch bereits als junger Mensch während der NS-Zeit mit nicht zu billigenden Kriegshandlungen identifizierte".

## Geschichte
(Auswahl)
- Die damalige Technische Hochschule Karlsruhe erhält 1958 ihren ersten Computer, eine Zuse Z22. Betreut wird die Rechenanlage vom Institut für Angewandte Mathematik (Prof. Johannes Weissinger), das damit als Keimzelle des SCC anzusehen ist.
- Im Jahr 1966 wird das Rechenzentrum der TH Karlsruhe gegründet.
- Die damalige Universität Karlsruhe übernahm ab Januar 1994 für drei Jahre die Verwaltung und Registrierung der .de-Domains. Der technische Betrieb wurde bis 1999 durch die Universität durchgeführt. Ebenso übernahm sie für kurze Zeit die Verwaltung der Domains für die Volksrepublik China (siehe Internet in der Volksrepublik China)
- Im Februar 2008 fand die Fusion der bis dato eigenständigen Rechenzentren von Universität und Forschungszentrum Karlsruhe zum Steinbuch Centre for Computing statt.
- Im Mai 2010 begann das SCC mit dem Upgrade des KIT-WLANs auf IEEE 802.11n. Dadurch können sich nun Geräte drahtlos nach dem IEEE 802.11b/g-Standard im 2,4-GHz-Band und nach dem IEEE 802.11a/n-Standard im 5-GHz-Band mit dem KIT-WLAN verbinden.
- Seit 2020 ist es eines der Zentren des neu gegründeten Verbunds für Nationales Hochleistungsrechnen (NHR).

## Aufgaben
Das SCC betreibt als zentrale Einrichtung die Infrastruktur zur Informationsverarbeitung des Karlsruher Instituts für Technologie. Dazu zählt die Anbindung an die örtlichen Wohnheime sowie an das Deutsche Forschungsnetz und das Landesforschungsnetz BelWü und der Betrieb des Campus-WLANs. Weiter betreibt das Rechenzentrum zehn Poolräume, von denen einer von Montag bis Samstag durchgehend geöffnet ist, und eine Druck- und Medienausgabe für die Studenten. Das SCC betreibt auch einige HPC-Rechnersysteme. Daneben betreiben auch einzelne Fakultäten und Institute (z. B. Informatik und Physik) eigene Poolräume und Cluster.

## HPC-Rechnersysteme
Zur Zeit betreibt das SCC drei Parallelrechnersysteme für unterschiedliche Benutzergruppen.

### Aktuell
- seit Januar 2014: bwUniCluster mit 512 Rechenknoten mit jeweils 16 Cores und mit jeweils 332,8 GFLOPS und 352 Rechenknoten mit jeweils 28 Cores und mit jeweils 770 GFLOPS, insgesamte theoretische Spitzenleistung 44 TFLOPS und insgesamt 86 TB Arbeitsspeicher[6]
- seit September 2014: Forschungshochleistungsrechner ForHLR I mit 512 Rechenknoten mit jeweils 20 Cores und mit jeweils 400 GFLOPS, insgesamte theoretische Spitzenleistung 216 TFLOPS und insgesamt 41,1 TB Arbeitsspeicher[7]
- seit April 2016: Forschungshochleistungsrechner ForHLR II mit 1152 Rechenknoten mit jeweils 20 Cores und mit jeweils 832 GFLOPS, insgesamte theoretische Spitzenleistung 1 PFLOPS und insgesamt 95 TB Arbeitsspeicher. Zur Zeit der Anschaffung des Rechners war dieser auf Platz 126 der TOP500.[8][9]

### Ehemalig
- 2010 bis Januar 2017: KIT-Hochleistungsrechner HP XC3000 (342 Rechenknoten [inkl. 10 Service-Knoten] mit jeweils 81 GFLOPS, insgesamte theoretische Spitzenleistung von 27,04 TFLOPS, 10,3 TB Arbeitsspeicher)[10]
- 2007 bis 2013: Landeshöchstleistungsrechner HP XC4000 (772 Rechenknoten mit jeweils vier Kernen und 20,8 GFLOPS bzw. 41,6 GFLOPS, gesamte theoretische Spitzenleistung von 15,77 TFLOPS, ca. 12 TB Arbeitsspeicher)[11]
- 2008 bis 2013: den von mehreren Instituten gemeinsam beschafften InstitutsCluster 1 (206 Rechenknoten mit jeweils acht Kernen und mit jeweils 85,3 GFLOPS, insgesamte theoretische Spitzenleistung von 17,57 TFLOPS, 3,3 TB Arbeitsspeicher)[12]
- 2007 bis 2013: Vektor-Parallelrechner NEC SX-8R (8 Vektorprozessoren mit jeweils 36 GFLOPS, insgesamte theoretische Spitzenleistung von 288 GFLOPS, 256 GB Arbeitsspeicher)[13]
- 2008 bis 2013: Vektor-Parallelrechner NEC SX-9 (16 Vektorprozessoren mit jeweils 100 GFLOPS, insgesamte theoretische Spitzenleistung von 1,6 TFLOPS, 1 TB Arbeitsspeicher)[14]
- 2012 bis 2017: den von mehreren Instituten gemeinsam beschafften InstitutsCluster 2 (480 Rechenknoten mit jeweils 16 Kernen und mit jeweils 332,8 GFLOPS, insgesamte theoretische Spitzenleistung von 135,5 TFLOPS, 28,3 TB Arbeitsspeicher)[15]